# Брюховец, Елена Юрьевна
Еле́на Ю́рьевна Брюхове́ц (родилась 8 июня 1971 года в Одессе, СССР) — теннисистка, тренер и спортивный журналист, по ходу своей игровой карьеры представлявшая на соревнованиях СССР и Украину. Заслуженный мастер спорта СССР и мастер спорта международного класса. Чемпионка СССР (1989) в одиночном разряде; победительница трёх турниров WTA в парном разряде; победительница парного турнира Orange Bowl (1987); финалистка одного юниорского турнира Большого шлема в парном разряде (US Open-1986); полуфиналистка одиночного турнира Orange Bowl (1987).

## Биография
В неполные 15 лет Брюховец стала самой молодой победительницей теннисного турнира Спартакиады народов СССР. В 1986 году дошла до финала Открытого чемпионата США среди девушек в паре с Лейлой Месхи. Свои первые матчи во взрослых профессиональных турнирах провела осенью 1987 года в Югославии, где выступала в паре с Викторией Милвидской. В сентябре они выиграли турнир ITF в Боле. На следующий год они победили ещё в двух турнирах этого же уровня. В 1989 году Брюховец выиграла три турнира ITF в одиночном разряде и четыре в парах (все с Евгенией Манюковой). В этом же году она выиграла зимний чемпионат СССР среди взрослых, победив в финале Наталью Медведеву.
В 1990 год Брюховец, выиграв с Манюковой с января по апрель четыре турнира ITF, затем победили на турнире WTA в Таранто. В октябре в Москве в полуфинале Брюховец и Манюкова победили первую пару турнира — Ларису Савченко и Мерседес Пас. После выхода в третий за сезон финал турнира WTA в Пуэрто-Рико, где её партнёршей была Медведева, Брюховец вплотную приблизилась к первой сотне рейтинга. В одиночном разряде она только один раз, в Москве, где она последовательно победила посеянных под четвёртым и вторым номерами соперниц, дошла до финала турнира WTA, но и этого результата ей хватило, чтобы к концу сезона войти в сотню сильнейших теннисисток мира.
В июле Брюховец была приглашена в сборную СССР на финальный матч Кубка Федерации против команды США, но так и не вышла на корт. Её дебют в сборной состоялся на следующий год в матчах с командами Парагвая и Чехословакии. К июню 1991 года, после выхода в третий круг Открытого чемпионата Франции она поднялась до 46 места в рейтинге. Сразу вслед за этим она вышла в третий круг и на Уимблдонском турнире. На Открытом чемпионате Санкт-Петербурга она, снова с Медведевой, выиграла свой третий турнир WTA в парном разряде. В этом году она была выдвинута на звание самого прогрессирующего игрока года WTA.
В мае 1992 года Брюховец последний раз в карьере вышла в финал турнира WTA. Это произошло в Варегеме (Бельгия), где её партнёршей была Петра Лангрова. Сразу после этого она с Карин Кшвендт дошла до полуфинала турнира I категории в Берлине, обыграв по пути Штеффи Граф и Барбару Риттнер. В полуфинале их остановили Наталья Зверева и Джиджи Фернандес, вторая пара турнира. В одиночном разряде её лучшим успехом в этом году стал выход в третий круг Открытого чемпионата Франции после победы над 12-й ракеткой мира Катериной Малеевой. В 1993 году Брюховец дошла до третьего круга на Уимблдоне. В дальнейшем её карьера пошла на спад, и она вернулась к участию в турнирах ITF. С 1994 по 1996 год она провела ряд игр за сборную Украины в рамках I, а затем II Европейско-Африканской группы Кубка Федерации. В эти годы она подолгу отсутствовала на корте: так, в 1995 году она выступала только с конца июля, а на следующий год проводила в среднем по одному турниру в месяц. Свою последнюю игру в регулярной карьере она провела в Киеве в сентябре 1997 года. Через три года она ещё раз вышла на корт вместе с Инной Брюховец (жена брата Виктора) в турнире ITF в её родной Одессе. Этот турнир Брюховец выиграли.
В разное время тренировалась у А. С. Богомолова и К. В. Кротова.

### Тренерская карьера
Через год после окончания активных выступлений, в 1998 году, к Елене Брюховец обратился одесский тренер Сергей Тарнавский с предложением помочь в обучении талантливой десятилетней девочки Виктории Кутузовой. С этого предложения началась тренерская карьера Брюховец. В 2000 году она стала тренером Марии Кириленко, которой было 13 лет. За пять лет совместной работы Кириленко стала победительницей Открытого чемпионата США среди девушек и выиграла свой первый турнир WTA. Брюховец в это время стала лицензированным тренером WTA, а затем заняла пост тренера юниорской сборной России. В 2007 году в Одессе начала работу Теннисная школа Елены Брюховец, в основу работы которой положена оригинальная концепция теннисного учебного заведения. Помимо одесской тренировочной базы, у школы затем появилась база в Сочи (Россия).
C 2013 года — тренер Анастасии Гасановой.
С сентября 2015 до мая 2022 года Елена Брюховец была главным тренером Академии тенниса им. Н. Н. Озерова (Рязань, Россия).
С сентября 2022 года — главный тренер Детской теннисной академии «Гринвич» (Екатеринбург, Россия).
Как журналист вела репортажи с Открытого чемпионата США 2010 года, с матчей Кубка Кремля, сотрудничает с газетой «Спорт-Экспресс».

## Рейтинг на конец года
| Год  | Одиночный рейтинг | Парный рейтинг |
| 1997 | 311               | 378            |
| 1996 | 178               | 161            |
| 1995 | 283               | 279            |
| 1994 | 129               | 104            |
| 1993 | 121               | 88             |
| 1992 | 131               | 114            |
| 1991 | 98                | 90             |
| 1990 | 74                | 47             |
| 1989 | 184               | 181            |

## Выступления на турнирах

### Финалы турнировWTAв одиночном разряде (0)

#### Поражения (1)
| Легенда                |
| ---------------------- |
| Большой шлем (0)       |
| Итоговый чемпионат (0) |
| I категория (0)        |
| II категория (0)       |
| III категория (0)      |
| IV категория (0+1)     |
| V категория (0+2)      |

| Титулы по покрытиям | Титулы по месту проведения матчей турнира |
| ------------------- | ----------------------------------------- |
| Хард (0+1)          | Зал (0+1)                                 |
| Грунт (0+1)         | Зал (0+1)                                 |
| Трава (0)           | Открытый воздух (0+2)                     |
| Ковёр (0+1)         | Открытый воздух (0+2)                     |

| №  | Дата           | Турнир       | Покрытие | Соперница в финале | Счёт    |
| 1. | 1 октября 1990 | Москва, СССР | Ковёр(i) | Лейла Месхи        | 4-6 4-6 |

### Финалы турнировWTAв парном разряде (5)

#### Победы (3)
| №  | Дата             | Турнир                | Покрытие | Партнёрша         | Соперницы в финале           | Счёт       |
| 1. | 30 апреля 1990   | Таранто, Италия       | Грунт    | Евгения Манюкова  | Рита Гранде Сильвия Фарина   | 7-6(4) 6-1 |
| 2. | 22 октября 1990  | Сан-Хуан, Пуэрто-Рико | Хард     | Наталья Медведева | Джулия Ричардсон Эми Фрейзер | 6-4 6-2    |
| 3. | 23 сентября 1991 | Санкт-Петербург, СССР | Ковёр(i) | Наталья Медведева | Изабель Демонжо Джо Дьюри    | 7-5 6-3    |

#### Поражения (2)
| №  | Дата           | Турнир           | Покрытие | Партнёрша        | Соперницы в финале           | Счёт    |
| 1. | 1 октября 1990 | Москва, СССР     | Ковёр(i) | Евгения Манюкова | Гретхен Мейджерс Робин Уайт  | 2-6 4-6 |
| 2. | 4 мая 1992     | Варегем, Бельгия | Грунт    | Петра Лангрова   | Каролина Вис Манон Боллеграф | 4-6 3-6 |